# .by
A .by Fehéroroszország (Belarusz Köztársaság) internetes legfelső szintű tartományi kódja, melyet 1994-ben hoztak létre. A kódot ugyanakkor használja Bajorország is.